# Cunningham Island (Australie-Occidentale)
Pour les articles homonymes, voir Cunningham Island (homonymie).
Cunningham Island (en français : Île Cunningham) est une petite île australienne située dans l'océan Indien, au large de la côte nord de l'Australie-Occidentale.

## Description
L'île, inhabitée, est située à une quarantaine de kilomètres au sud-ouest de Bedwell Island, et à environ 300 km à l'ouest de la ville de Broome.